# Trận Kōshū-Katsunuma
Trận Kōshū-Katsunuma  (甲州勝沼の戦い (Giáp Châu Thắng Chiểu chiến) Kōshū-Katsunuma no tatakai) là trận đánh giữa phe bảo hoàng và Mạc phủ Tokugawa trong Chiến tranh Boshin ở Nhật Bản. Trận đánh này tiếp theo Trận Toba-Fushimi ngày 29 tháng 3 năm 1868 (lịch Gregori).

## Mở đầu
Sau khi đánh bại quân đội Mạc phủ Tokugawa trong Trận Toba-Fushimi, quân triều đình (bao gồm quân đội phong kiến của Chōshū, Satsuma và Tosa) chia làm ba đội, tiến về phía Đông Bắc đến sào huyệt của nhà Tokugawa tại Edo trên ba đường chính: Tōkaidō (đường), Nakasendō và Hokurikudō.
Trong khi đó, Kondō Isami, chỉ huy của Shinsengumi, sau khi rút lui lực lượng còn lại khỏi Trận Toba-Fushimi về Edo, gặp chỉ huy quân đội Shogun Katsu Kaishū. Kondō cho ra đời một đơn vị mới dựa trên số quân còn sống sót của Shinsengumi, gọi là Koyo Chimbutai, rời Edo ngày 1 tháng 3.

## Trận đánh
Quân triều đình đầu tiên đến tòa thành Kofu, Yamanashi của Mạc phủ, và chiếm nó dù gặp một chút khó khăn. Quân triều đình gặp quân Mạc phủ trong trận Katsunuma (này là một phần của Kōshū, Yamanashi) ngày 29 tháng 3. Đối mặt với đội quân đông gấp 10 lần, quân Mạc phủ bị đánh bại với thương vong 179 người. Những người sống sót, bao gồm Kondō, cố chạy về Aizu qua tỉnh Sagami, vẫn do những hatamoto trung thành với nhà Tokugawa kiểm soát.

## Kết quả
Kondō Isami suýt nữa thì chạy thoát được, nhưng sớm bị bắt lại sau đó tại Nagareyama, Chiba. Ông bị chính quyền mới chém đầu tại Itabashi ít lâu sau đó. Trận Kōshū-Katsunuma là hành động quân sự lớn cuối cùng ở trung tâm Honshū trong chiến tranh Boshin, và cái chết của Kondō Isami lại càng làm những người ủng hộ Tokugawa thêm mất nhuệ khí, góp phần vào việc thành Edo đầu hàng mà không đổ máu năm sau đó.

## Đọc thêm

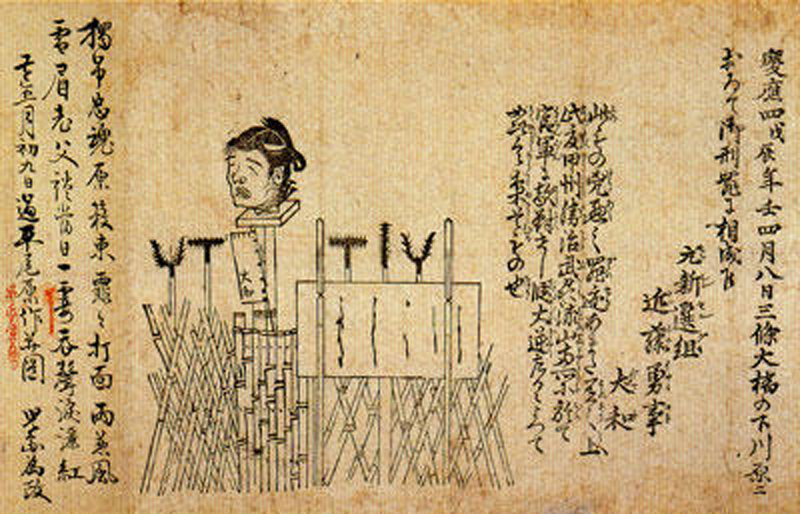
Xử trảm Kondō Isami sau trận Kōshū-Katsunuma. Báo năm 1868.